# Paul Rudolph (físico)

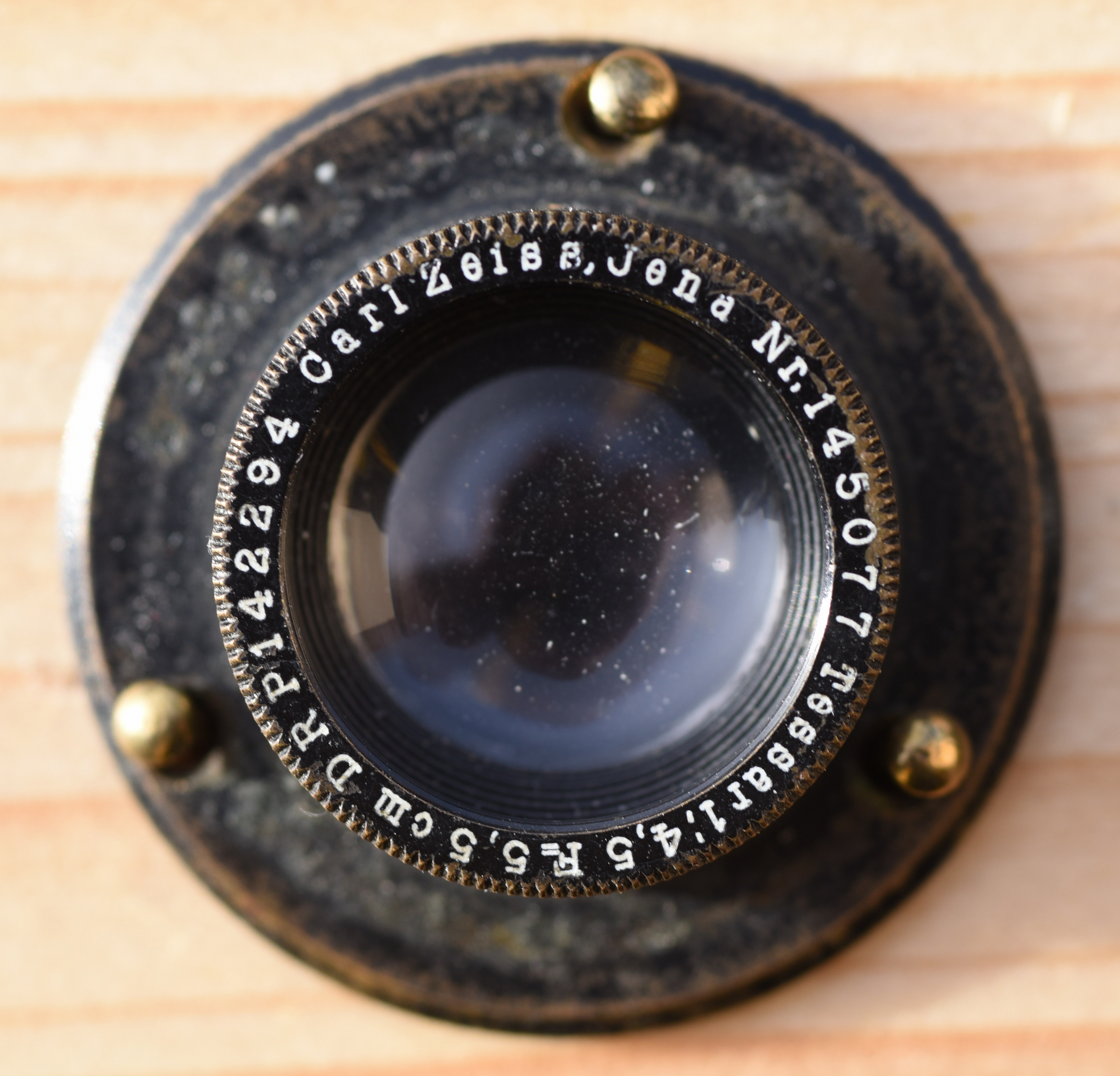
Lente astigmática.

Paul Rudolph (1858-1935) fue un físico alemán quien diseñó la primera lente astigmática mientras trabajaba para Carl Zeiss. Después de la I Guerra Mundial, empezó a trabajar con la compañía de Hugo Meyer, donde diseñó más lentes orientadas al cine.

## Trabajo
- 1890: Primera lente astigmática[2]
- 1895: Diseño Planar
- 1899: Diseño Unar
- 1902: DiseñoTessar
- 1918: Diseño lente Plasmat